# مکانیک خاک غیراشباع
مکانیک خاک غیر اشباع عبارت است از به‌کارگیری قوانین مکانیک، هیدرولیک، و فیزیک سطحِ‌جدایش (interfacial physics) برای حل مسائل مهندسی‌ای که با خاک غیر اشباع سر و کار دارند.
مسائل مرتبط با مکانیک خاک غیر اشباع را می‌توان به سه دستهٔ
- مسائل مرتبط با جریان آب (نمونه: طراحی پوشش نهایی مدفن‌های زیرزمینی زباله و مواد زائد؛ انتقال و انتشار آلودگی در نزدیکی سطح زمین)
- مسائل مرتبط با تنش (نمونه: ناپایداری شیروانی‌های خاکی بر اثر تغییرات جوّی؛ فشار جانبی وارد بر دیوارهای حائل)
- مسائل مرتبط با تغییر شکل (نمونه: مسائل خاک‌های متورم‌شونده؛ تحکیم و نشست خاک‌های غیر اشباع)

تقسیم کرد.